# Theodor Blank
Theodor Anton Blank, född 1905, död 1972, var en tysk politiker (CDU), försvarsminister 1955-1956 och arbets- och socialminister 1957-1965. 
Blank har gett namn åt Amt Blank, föregångaren till Tysklands försvarsministerium. Blank gick med i CDU 1945 och tillhörde 1958-1969 förbundsstyrelsen. Han satt i förbundsdagen 1949-1972.